# Julià Riera i Navarro
Julià Riera i Navarro   (Barcelona, 15 de setembre de 1940 - Barcelona, 8 d'agost de 2025) fou un futbolista català de les dècades de 1960 i 1970.

## Trajectòria
Jugava a la posició de lateral esquerre, tot i que també va jugar de central. Es formà a les categories inferiors del RCD Espanyol, d'on fou cedit al Terrassa FC i al CE Sabadell. Durant aquests anys fou tres cops internacional amb la selecció espanyola juvenil. Jugà a l'Espanyol durant tota la dècada de 1960, arribant a ser capità de l'equip, un cop es retirà Antoni Argilés. Amb el club va viure dos descensos a segona, dos ascensos a primera, i dues participacions en la Copa de Fires, disputant 177 partits de lliga, en els quals marcà dos gols, a més de 9 partits a la Copa de Fires. Després de nou temporades al club, entre 1961 i 1970, fou fitxat per la UE Sant Andreu, club on jugà tres temporades a Segona Divisió. El 1973 fitxà pel FC Artiguenc. El seu darrer club fou el CE Mataró (1976-77).